# جشنواره فیلم کن ۲۰۰۴
پنجاه و هفتمین دوره جشنواره فیلم کن ، به ریاست کوئنتین تارانتینو در بین روز های ۱۲-۲۳ می شروع شد. ۱۹ فیلم در بخش مسابقه با هم به رقابت پرداختند که در نهایت مایکل مور با فیلم فارنهایت ۹/۱۱ با شکست دادن فیلم‌هایی مثل قاتلین پیرزن برادران کوئن و اولدبوی پارک چان-ووک و شرک ۲ نخل طلا را از آن خود کرد. در خارج از مسابقه نیز فیلم‌های پنج عباس کیارستمی و بیل را بکش کوئنتین تارانتینو به نمایش در آمدند. عباس کیارستمی ، با فیلم ۱۰ روی ده نیز کاندیدای دریافت جایزه برای کارهای نو و نگاهی نو شد. 

## هیئت داوران

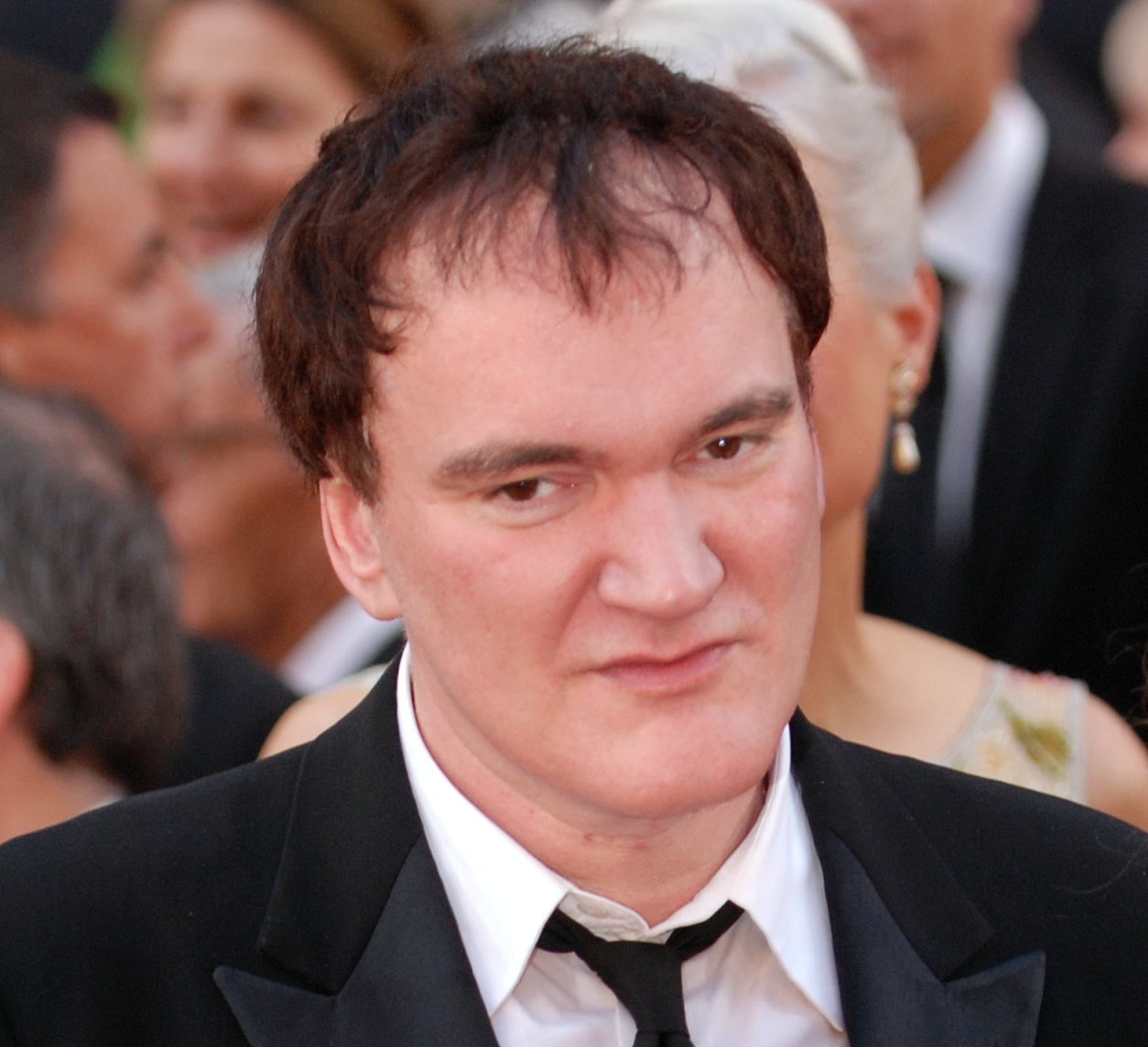
کوئنتین تارانتینو، رئیس هیئت داوران

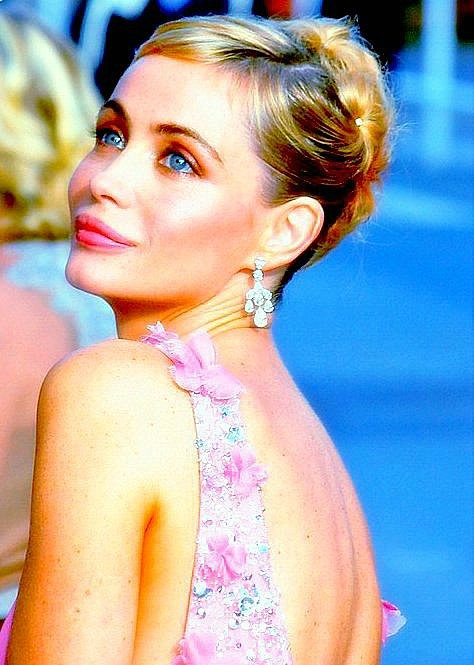
امانوئل بئار، عضو داوران

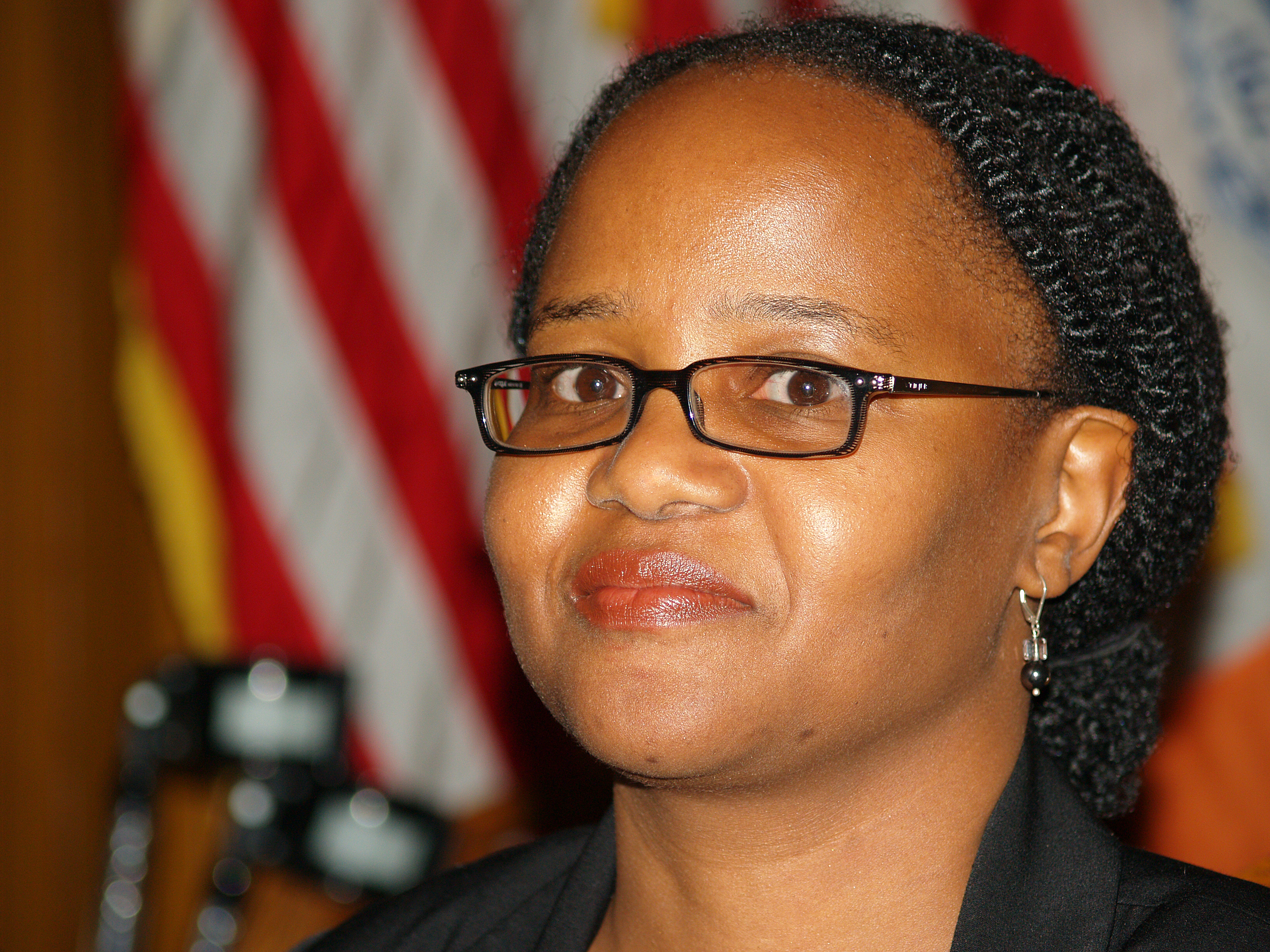
ادویج دانتیکا، عضو داوران

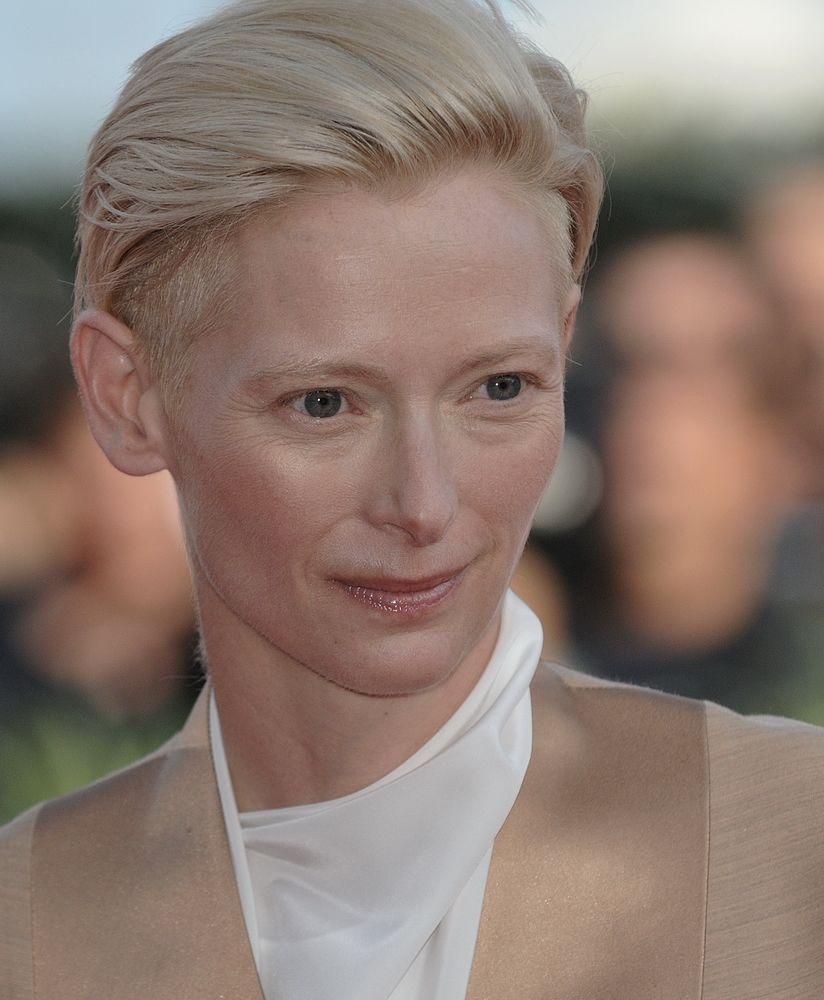
تیلدا سوئینتن، عضو داوران

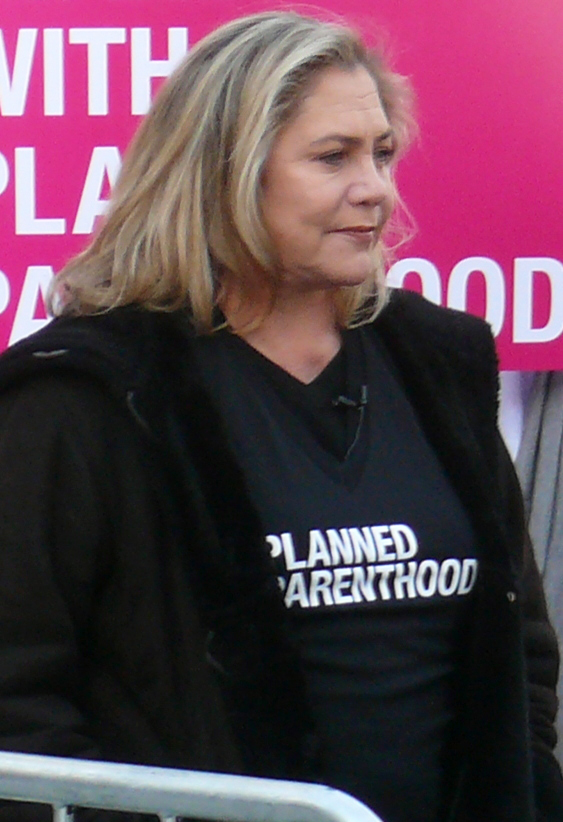
کاتلین ترنر، عضو داوران

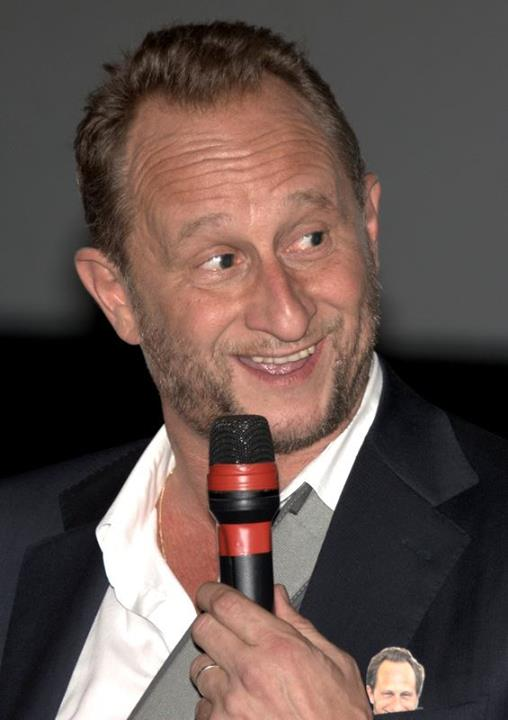
بونوا پولورد، عضو داوران

|                       |  |                            |
| تسوی هارک, عضو داوران |  | Peter Von Bagh، عضو داوران |

- کوئنتین تارانتینو
- امانوئل بئار
- ادویج دانتیکا
- تیلدا سوئینتن
- کاتلین ترنر
- بونوا پولورد
- جری شاتزبرگ
- تسوی هارک
- پیتر فان باخ

## مسابقه
فیلم‌های زیر برای بخش مسابقه انتخاب شده‌اند:
- ۲۰۴۶ (فیلم) - وونگ کار وای
- تمیز (فیلم) - الیویه آسایاس
- Comme une image - انییس ژاوی
- Dare mo shiranai - هیروکازو کورئیدا
- خاطرات موتورسیلکت (فیلم) - والتر سالس
- مربیان (فیلم) - هانس واینگارتنر
- Exils - تونی گاتلیف
- فارنهایت ۹/۱۱ - مایکل مور
- Innocence: Ghost in the Shell - مامورو اوشی
- دختر مقدس - لوکرسیا مارتل
- قاتلین پیرزن (فیلم ۲۰۰۴) - برادران کوئن
- پیامدهای عشق - پائولو سورنتینو
- زندگی و مرگ پیتر سلرز - استیون هاپکینز (کارگردان)
- Mondovino - جاناتان نوسیتر
- اولدبوی (فیلم ۲۰۰۳) - پارک چان-ووک
- شرک ۲, - اندرو آدامسون, کلی اشبری و کنراد ورنن
- Sud pralad - اپیچاتپونگ ویراستاکول
- Yeojaneun namjaui miraeda - هونگ سانگ سو
- زندگی یک معجزه است - امیر کوستوریتسا

## خارج از مسابقه
- پنج - عباس کیارستمی
- بیل را بکش - کوئنتین تارانتینو
- موسیقی ما - ژان-لوک گدار
- تروآ - ولفگانگ پترسن

## برندگان
- نخل طلا: فارنهایت ۹/۱۱, - مایکل مور
- جایزه بزرگ (جشنواره فیلم کن): اولدبوی (فیلم ۲۰۰۳), - پارک چان-ووک
- بهترین بازیگر زن : مگی چونگ برای تمیز (فیلم)
- بهترین بازیگر مرد : یویا یاگیرا برای Nobody Knows
- جایزه بهترین کارگردان جشنواره فیلم کن: Exils, - تونی گاتلیف
- جایزه بهترین فیلم‌نامه جشنواره فیلم کن: انییس ژاوی and ژان-پیر باکری برای Look at Me
- جایزه هیئت داوران جشنواره فیلم کن: بیماری گرمسیری, - اپیچاتپونگ ویراستاکول